# Сайтафарн
Сайтафарн (грец. Σαϊταφάρνος) — цар сайїв, відомий з декрету на честь Протогена (IosPE I² 32), який датується 220-210 рр. до н. е., а відображені у ньому події — 270—240-ми рр. до н. е.
Можливо, Сайтафарн — династ сарматів-сайїв, що поклав край домінуванню скіфів у Північному Причорномор'ї та підпорядкував сарматам-сайям Ольвію. З нового магічного напису з Ольвії отримані історичні відомості щодо посольства ольвіополітів до царя Сайтафарна: молодого Протогена  супроводжував,  такий, що знаходився у похилому віці  громадянин Аристократ, син Дамаса, вихідець з наймогутнішого роду Аристократидів.
Етимологія імені:
грец. Σαϊταφάρνος < д.ір. *Xšaita-farna- — укр. «влади/царів велич/щастя».

## Уривки з Декрету на честь Протогена[4]
Рада й громада постановили 20-го числа, архонти і сім запропонували: Так як і Геросонт, батько Протогена, надав місту різноманітні й важливі послуги, і грошима, і діями, Протоген, успадкувавши від батька прихильність до народу, все життя продовжував говорити і діяти найкращим чином: по-перше, коли цар Сайтафарн прибув в Канкіт і вимагав дарів, [що давалися йому з нагоди] проїзду, а громадська скарбниця була порожня, він на прохання народу дав 400 золотих …
…Й за жерця Геродора… коли з'явилися в безлічі сайї за отриманням дарів, а народ не міг їм дати й попросив Протогена допомогти його обмеженим можливостям, він, виступивши, запропонував 400 золотих; й будучи обраний членом колегії Дев'яти, він запропонував від себе не менш 1500 золотих в рахунок майбутніх доходів, з яких було вчасно задоволено багатьох скиптроносців й чимало дарів було вигідно приготовлено для царя, і коли віддано було на відкуп спорядження посольства до резиденції царя [Сайтафарна]…
… І коли за жерця Плістарха … цар Сайтафарн з'явився на той бік за дарами, й архонти, скликавши народні збори, оголосили про прибуття царя і про те, що в скарбниці немає ніяких коштів, Протоген, виступивши, дав 900 золотих, коли ж посли, Протоген і Аристократ, взяли ці гроші й з'явилися до царя, але цар, незадоволений дарами, розгнівався і виступив у похід… і архонтів негідним чином, внаслідок чого народ, зібравшись, прийшов в жах і послів до….

## Додатково
- Симоненко О.В. Сайтафарн // Енциклопедія історії України : у 10 т. / редкол.: В. А. Смолій (голова) та ін. ; Інститут історії України НАН України. — К. : Наукова думка, 2012. — Т. 9 : Прил — С. — С. 423. — ISBN 978-966-00-1290-5.

| Попередник — |  | Династ сайїв III століття до н. е. |  | Наступник Гатал |